# Atletica leggera ai Giochi della XXII Olimpiade - Marcia 20 km

Video della gara (telecronaca di Paolo Rosi)

La prova di marcia 20 km ha fatto parte del programma maschile di atletica leggera ai Giochi della XXII Olimpiade. La competizione si è svolta il 24 luglio 1980 nella città di Mosca, con arrivo nello Stadio olimpico.

## Presenze ed assenze dei campioni in carica
| Competizione         | Atleta          | Prestazione | Mosca 1980 |
| -------------------- | --------------- | ----------- | ---------- |
| Olimpiadi 1976       | Daniel Bautista | 1h24'40"4   | Presente   |
| Europei 1978         | Roland Wieser   | 1h23'11"5   | Presente   |
| Asiatici 1978        | Hakam Singh     | 1h31'54”4   | Assente    |
| Panamericani 1979    | Daniel Bautista | 1h28'15"    | Presente   |
| Coppa del mondo 1979 | Daniel Bautista | 1h18'49"    | Presente   |

## La gara
Il campione in carica, Daniel Bautista, si ripresenta quattro anni dopo per difendere il titolo. Dopo un'ora di gara si ritrova in testa assieme al sovietico Anatolij Solomin. I due sembrano fare gara a sé. Dopo un'ora e dieci minuti di gara il messicano scatta e si prepara a vincere una gara che ha dominato.
A pochi centinaia di metri dall'ingresso dello stadio il messicano e il sovietico vengono squalificati. Nel frattempo Maurizio Damilano, quarto, ha superato l'altro sovietico Počenčuk. Entra per primo nello stadio: l'oro è suo.

## Ordine d’arrivo
| Pos.    | Atleta                 | Nazione          | Tempo        |
| ------- | ---------------------- | ---------------- | ------------ |
| Oro     | Maurizio Damilano      | Italia           | 1 h 23' 35"5 |
| Argento | Pëtr Počenčuk          | Unione Sovietica | 1 h 24' 45"4 |
| Bronzo  | Roland Wieser          | Germania Est     | 1 h 25' 58"2 |
| 4       | Evgenij Evsukov        | Unione Sovietica | 1 h 26' 28"3 |
| 5       | Josep Marín            | Spagna           | 1 h 26' 45"6 |
| 6       | Raúl González          | Messico          | 1 h 27' 48"6 |
| 7       | Bohdan Bułakowski      | Polonia          | 1 h 28' 36"3 |
| 8       | Karl-Heinz Stadtmüller | Germania Est     | 1 h 29' 21"7 |
| 9       | Reima Salonen          | Finlandia        | 1 h 31' 32"0 |
| 10      | Roger Mills            | Regno Unito      | 1 h 32' 37"8 |
| 11      | Giorgio Damilano       | Italia           | 1 h 33' 26"2 |
| 12      | János Szálas           | Ungheria         | 1 h 34' 10"5 |
| 13      | Alf Brandt             | Svezia           | 1 h 34' 44"0 |
| 14      | Pavol Blažek           | Cecoslovacchia   | 1 h 35' 30"8 |
| 15      | Aristidis Karageorgos  | Grecia           | 1 h 36' 53"4 |
| 16      | Hunde Toure            | Etiopia          | 1 h 37' 16"6 |
| 17      | Enrique Peña           | Colombia         | 1 h 38' 00"0 |
| 18      | Ranjit Singh           | India            | 1 h 38' 27"2 |
| 19      | Ernesto Alfaro         | Colombia         | 1 h 42' 19"7 |
| 20      | Jozef Pribilinec       | Cecoslovacchia   | 1 h 42' 52"4 |
| 21      | Martin Toporek         | Austria          | 1 h 44' 56"0 |
| 22      | Johann Siegele         | Austria          | 1 h 45' 17"8 |
| 23      | Tekeste Mitiku         | Etiopia          | 1 h 45' 45"7 |
| 24      | Stefano Casali         | San Marino       | 1 h 49' 21"3 |
| 25      | Thipsamay Chanthaphone | Laos             | 2 h 20' 22"0 |
| -       | Lucien Faber           | Lussemburgo      | Rit.         |
| -       | Wilfried Siegele       | Austria          | Rit.         |
| -       | Anatoliy Solomin       | Unione Sovietica | Squal.       |
| -       | Daniel Bautista        | Messico          | Squal.       |
| -       | Bo Gustafsson          | Svezia           | Squal.       |
| -       | David Smith            | Australia        | Squal.       |
| -       | Domingo Colín          | Messico          | Squal.       |
| -       | Werner Heyer           | Germania Est     | Squal.       |
| -       | Juraj Benčík           | Cecoslovacchia   | Squal.       |